# Eduard Profittlich
Eduard Gottlieb Profittlich (Birresdorf, 11. rujna 1890. – Kirov, 22. veljače 1942.) bio je njemački katolički prelat, isusovac i apostolski upravitelj Estonije od 1931. do smrti u sovjetskom zatvoru 1942. godine. Od prosinca 2024. nosi naslov Sluge Božjeg.
Njegova desetogodišnja služba i mučeništvo bili su jedan od stupova opstanka Katoličke Crkve u Estoniji za sovjetske vladavine.

## Beatifikacija
Biskupska konferencija Ruske Federacije pokrenula je 30. siječnja 2002. njegov beatifikacijski postupak. Nakon što je Kongregacija za kauze svetaca objavila svoj nihil obstat, 30. svibnja 2003. pokrenut je biskupijski postupak u Petrogradu. U ožujku 2019. dokumenti su dostavljeni Kongregaciji u Rimu te su provjereni 12. lipnja 2020. U prosincu 2024. papa Franjo potvrdio je njegovo mučeništvo.
Prva je osoba Katoličke Crkve u Estoniji za koju se vodi beatifikacija.